# Calao de Manille
Penelopides manillae
Espèce
Statut de conservation UICN

 LC  : Préoccupation mineure
Statut CITES
Le Calao de Manille (Penelopides manillae) est une espèce d'oiseaux de la famille des Bucerotidae, endémique des Philippines.

## Sous-espèces
D'après Alan P. Peterson, cette espèce est constituée des deux sous-espèces suivantes :
- Penelopides manillae manillae (Boddaert, 1783) — Luzon, Marinduque, Catanduanes et îlots satellites ;
- Penelopides manillae subniger McGregor, 1910 — Polillo et Patnanungan.

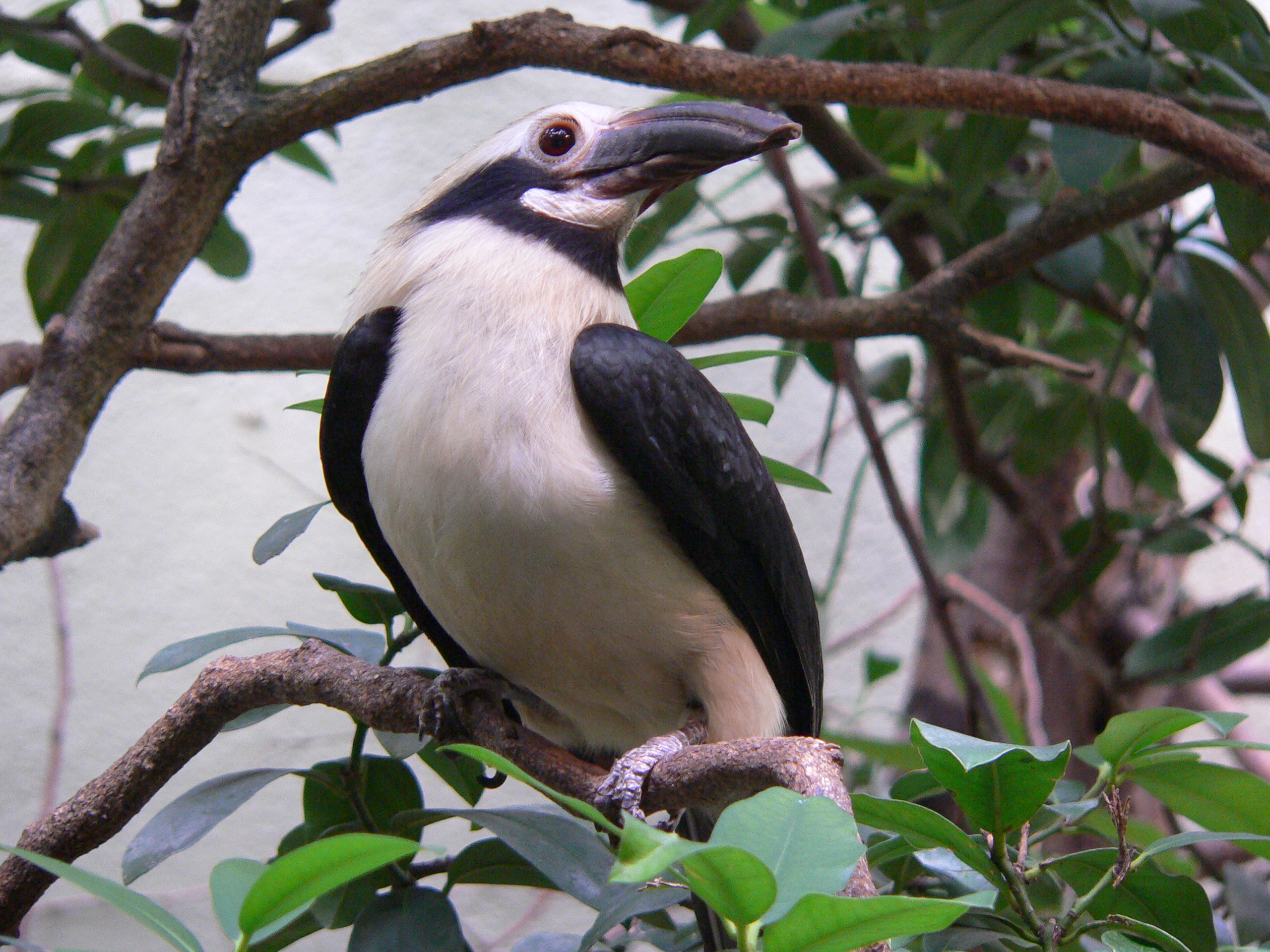
Penelopides manillae niger